# Marest-Dampcourt
Marest-Dampcourt település Franciaországban, Aisne megyében. Lakosainak száma 342 fő (2022. január 1.). Marest-Dampcourt Abbécourt, Caillouël-Crépigny, Manicamp, Neuflieux, Quierzy, Appilly és Mondescourt községekkel határos.

## Népesség
A település népességének változása:
| Lakosok száma | 339  | 349  | 340  | 331  | 349  | 357  | 369  | 383  | 369  | 342  |
|               | 1968 | 1982 | 1990 | 2006 | 2013 | 2015 | 2017 | 2019 | 2020 | 2022 |